# Dina Lohan
Donata Melina Nicolette Lohan, mer känd som Dina Lohan, född Sullivan 15 september 1962 i New York i New York, är en amerikansk TV-personlighet som även verkat som skådespelerska. Hon var tidigare gift med Michael Lohan och är mamma till skådespelerskorna och sångerskorna Lindsay och Ali Lohan. Under 2008 kunde man se Dina och Ali i reality-serien Living Lohan.